# Каєксит
Каєксит (англ. cayeuxite) — піритові конкреції, які містять арсен, стибій, ґерманій, молібден, нікель та ін., з шипотської світи Українських Карпат.
Названий на честь французького петрографа, професора Люсьєна Кайо (Lucien Cayeux) (1864—1944).